# Holumnica
Holumnica es un municipio del distrito de Kežmarok en la región de Prešov, Eslovaquia, con una población estimada a final del año 2024 de 930 habitantes.
Se encuentra ubicado al noroeste de la región, cerca del río Poprad (cuenca hidrográfica del río Vístula) y de la frontera con Polonia.

## Demografía
| Año        | 1994 | 2004     | 2014    | 2024    |
| ---------- | ---- | -------- | ------- | ------- |
| Población  | 727  | 812      | 874     | 930     |
| Diferencia |      | +11,69 % | +7,63 % | +6,40 % |

| Año        | 2023 | 2024    |
| ---------- | ---- | ------- |
| Población  | 935  | 930     |
| Diferencia |      | −0,53 % |